# نيك إنرايت
نيك إنرايت (بالإنجليزية: Nick Enright)‏ هو كاتب وكاتب سيناريو أسترالي، ولد في 22 ديسمبر 1950 في ميتلاند ‏، وتوفي في 30 مارس 2003 في سيدني في أستراليا بسبب سرطان.

## وصلات خارجية
- نيك إنرايت على موقع IMDb (الإنجليزية)
- نيك إنرايت على موقع أول موفي (الإنجليزية)
- نيك إنرايت على موقع قاعدة بيانات الفيلم (الإنجليزية)